# باب المنصور لعلج
باب المنصور لعلج هو باب قديم يوجد بمدينة مكناس وهو يشرف على ساحة الهديم.

## التاريخ
أسس الباب المولى إسماعيل، ثم جدده وزخرفه وأتمم بنائه ابنه مولاي عبد الله حوالي 1732م الموافق لسنة 1144 هجرية. وإلى هذا التاريخ تشير قطعة الزليج الخضراء المثبتة في واجهة الباب 
يتميز هذا الباب بضخامة مقاييسه إذ يحتوي على فتحة علوها 8 أمتار، كما استأثرت بزخارف الخلابة المنحوتة على الخزف والفسيفساء المتعدد الألوان.
.

## معرض الصور

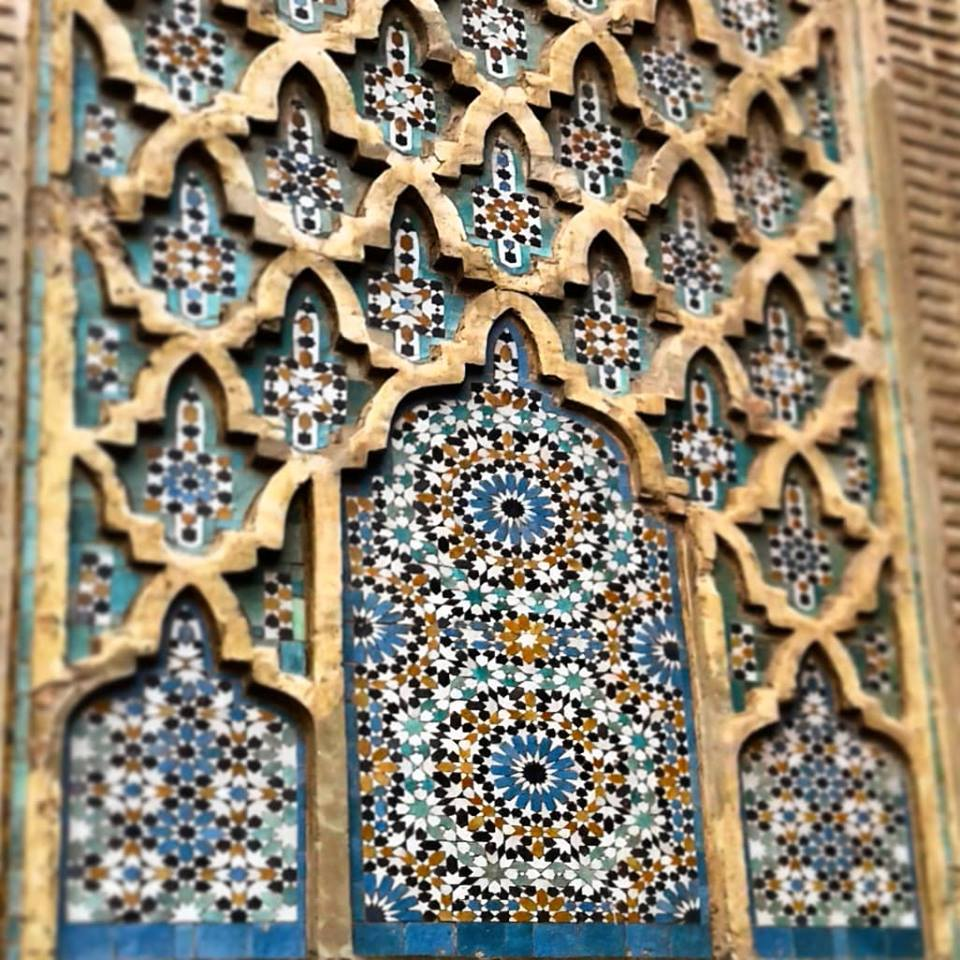
الفسيفساء على باب المنصور بمدينة مكناس المغربية
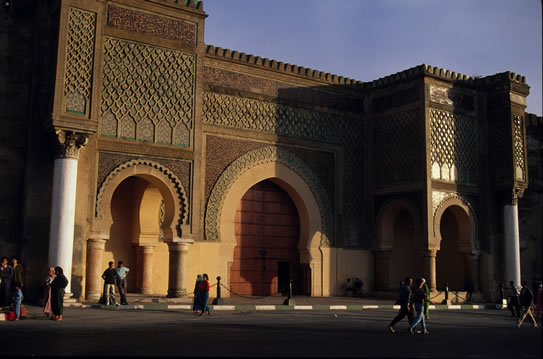
باب المنصور لعلج بمدينة مكناس المغربية